# Ozjorsk (oblast Kaliningrad)
Ozjorsk (Russisch: Озёрск, "Stad aan het meer"; Duits (tot 1937): Darkehmen; van 1938 tot 1945: Angerapp; Litouws: Darkiemis; Pools: Darkiejmy) is een stad in de Russische oblast Kaliningrad. De stad ligt aan de rivier de Angrapa op 30 kilometer ten zuidoosten van Insterburg en 120 kilometer van Kaliningrad in de buurt van de grens met de Poolse woiwodschap Ermland-Mazurië. De bevolking bedroeg 5801 inwoners bij de Russische volkstelling van 2002. Het is het bestuurlijk centrum van het district Ozjorski.

## Geschiedenis

### Darkehmen
De plaats bestond waarschijnlijk al in de 16e eeuw, daar in een oorkonde van 1615 werd verklaard dat ene Hans Lengnick het kroegrecht had verkregen in Dorekheim (Darkehmen) op 30 november 1604 en de plaats lag aan een gunstig gelegen verkeersovergang over de rivier de Angrapa.In 1615 werd de eerste kerk, een vakwerkgebouw, gesticht. De eerste school ontstond in 1706. Door koninklijk octrooi verkreeg de plaats op 10 januari 1726 stadsrechten.
In het midden van de 18e eeuw was het oude kerkgebouw zo bouwvallig geworden, dat het in 1752 afgebroken moest worden. Uit de steen werd een nieuwe kerk gebouwd, die op 15 september 1754 ingewijd werd. In die tijd leefden er ongeveer 1000 mensen in de stad. Onder hen waren ook vele immigranten uit het Salzburger Land, die werden aangetrokken door de Pruisische staat. De Zevenjarige Oorlog zorgde voor een schadepost van 5911 daalders voor de stad. In 1732 werd in de buurt van de stad het "Königliche Stutamt" gegrondvest, dat later werd tot het hoofdgestüt Trakehnen werd. Op 5 mei 1777 legden de burgers van Darkehmen de eerste steen voor hun stadhuis, dat binnen een jaar werd voltooid.

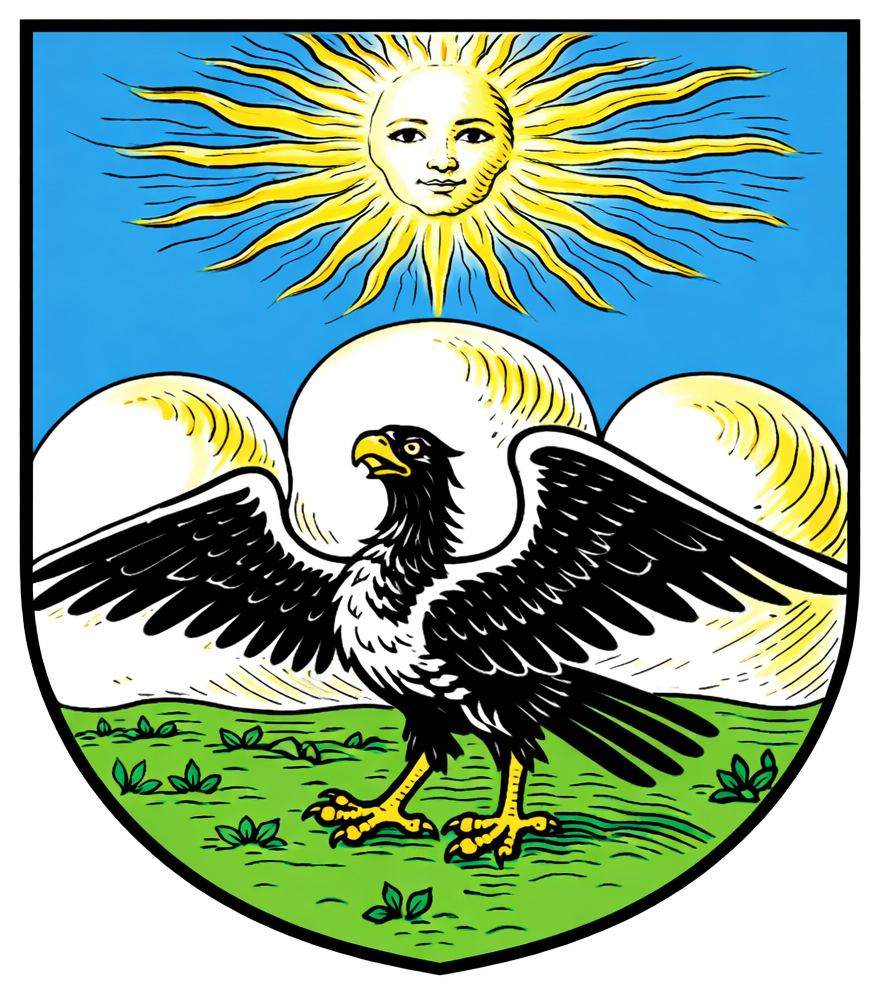
Stadswapen Darkehmen in 1934

Op grond van de wet op de bestuurlijke indeling van Pruisen van 1815 werd Darkehmen in 1818 tot kreisstad gemaakt van de gelijknamige kreis. Ondertussen was het inwoneraantal opgelopen tot 2000. In 1836 moest het kerkgebouw wegens bouwvalligheid opnieuw gesloten worden en werd voor de derde maal een nieuw kerkgebouw gebouwd, dat werd ingewijd op 9 oktober 1842. In 1878 werd de stad aangesloten op de spoorweg van Insterburg-Goldap-Lyck, maar het spoorstation lag op 3 kilometer buiten de stad bij Ströpken. In 1913 kreeg de stad een eigen spoorstation aan de lijn Gumbinnen - Angerburg. In 1886 kreeg de stad als eerste stad van Oost-Pruisen elektriciteit, met de instelling van straatverlichting. In 1907 werd het elektriciteitsnet van de stad aangelegd. Ook bij de industrialisering in het begin van de 20e eeuw bleef het een stad die toch vooral gericht was op de landbouw. Alleen kleermakerijen en molenbedrijven zorgden voor meer arbeidsplaatsen.

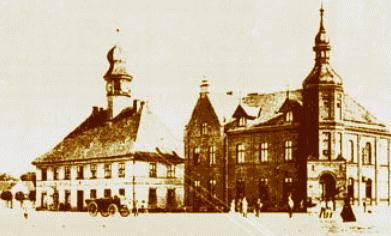
Stadhuis en postkantoor rond 1910

Tijdens de Eerste Wereldoorlog moest de stad in 1914 ontruimd worden en op 23 augustus 1914 trokken Russische troepen plunderend en brandstichtend door de stad.

### Angerapp
Nadat de nationaalsocialisten aan de macht gekomen waren, vond men dat de naam niet Duits genoeg klonk en werd de naam daarop in 1938 veranderd naar Angerapp. Bij de volkstelling van 1939 woonden er 4336 mensen.

### Ozjorsk

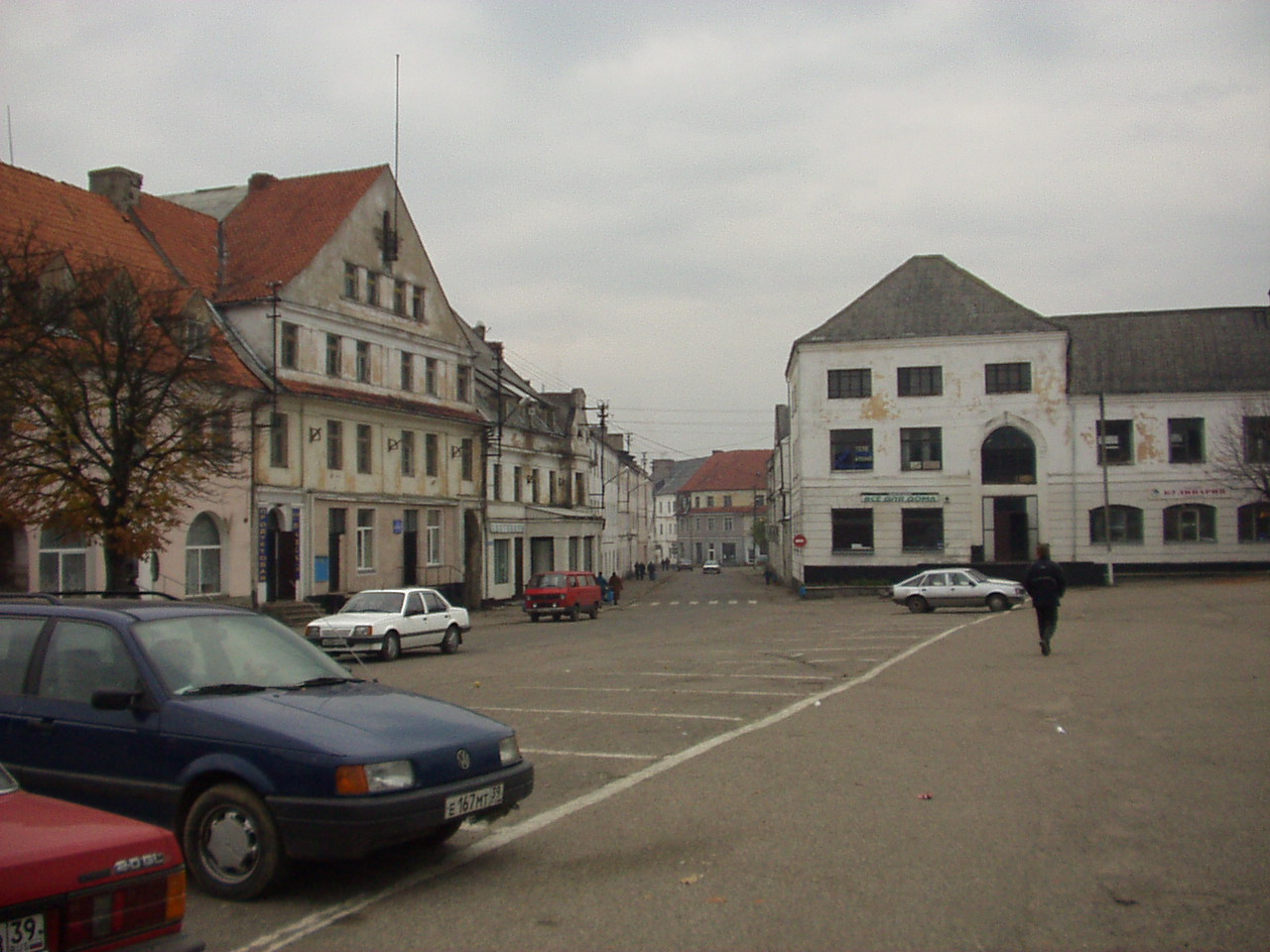
Plein in het centrum van Ozjorsk

In oktober 1944 moesten zij vluchtten voor het oprukkende Rode Leger en op 22 januari 1945 werd de stad ingenomen door de sovjetlegers. Na het einde van de oorlog bleef de stad onder Russisch bestuur staan en werd hernoemd tot Ozjorsk en werd onderdeel van de Russische exclave oblast Kaliningrad. Onder het Russische bestuur verdwenen de spoorlijnen langzamerhand, omdat ze onrendabel werden.

## Geboren in de stad
- Gustav Bauer (1870-1944) - Duits politicus (Weimarrepubliek)